# Gravelyia boro
Espèce
Gravelyia boro est une espèce d'araignées mygalomorphes de la famille des Nemesiidae.

## Distribution
Cette espèce est endémique d'Assam en Inde,. Elle se rencontre vers Jharbari.

## Description
La femelle holotype mesure 15,08 mm.

## Publication originale
- Basumatary & Brahma, 2021 : « One new burrow spider of the genus Gravelyia Mirza & Mondal 2018 (Araneae: Nemesiidae) from north-east India. » Acta Arachnologica, vol. 70, no 1, p. 39-46.